# Willy Kemp
Willy Kemp (Kopstal, 28 de diciembre de 1925 - Kopstal, 18 de octubre de 2021) fue un ciclista luxemburgués, que fue profesional entre 1948 y 1957. En su palmarés destaca una victoria de etapa en el Tour de Francia.

## Biografía
En 1945 obtuvo su primera victoria en su segunda carrera. Al año siguiente, tuvo que dejar de montar en bicicleta durante un año debido a sus obligaciones en el servicio militar. Poco después de su regreso al ciclismo, Kemp se proclamó campeón mundial estudiantil en París, y subcampeón de la persecución universitaria por equipos en 1947. Desde ese año y hasta 1957, se convirtió en profesional.  
Durante su dilatada carrera, obtuvo ocho victorias. Se convirtió en campeón de carretera de Luxemburgo y campeón de clubes de Luxemburgo en 1949. Participó en diez ediciones del Tour de Francia, con una famosa victoria de etapa entre Namur y Metz en 1955.
En 1957, tras la segunda etapa del Tour de Francia, abandonó la carrera en compañía de Charly Gaul, el líder de su equipo.
No abandonó el ciclismo, hasta que su estado de salud se fue deteriorando durante sus últimos años; y se vio obligado a vivir en una residencia de ancianos. Willy Kemp, falleció a los 95 años.

## Palmarés
| 1947 - Gran Premio François-Faber 1949 - Campeonato de Luxemburgo en Ruta 1950 - 1 etapa del Tour de Luxemburgo 1951 - 2º en el Campeonato de Luxemburgo en Ruta 1952 - 1 etapa de la Bicicleta Eibarresa - 1 etapa del Tour de Luxemburgo - 1 etapa de la Vuelta a los Países Bajos - 2º en el Campeonato de Luxemburgo en Ruta | 1954 - 1 etapa del Tour de l'Oise 1955 - 1 etapa del Tour de l'Oise - 1 etapa del Tour de Francia - 2º en el Campeonato de Luxemburgo en Ruta 1956 - 1 etapa del Tour de Luxemburgo 1957 - 3º en el Campeonato de Luxemburgo en Ruta |

## Resultados en Grandes Vueltas
Durante su carrera deportiva ha conseguido los siguientes puestos en las Grandes Vueltas:
| Carrera         | 1948 | 1949 | 1950 | 1951 | 1952 | 1953 | 1954 | 1955 | 1956 | 1957 |
| --------------- | ---- | ---- | ---- | ---- | ---- | ---- | ---- | ---- | ---- | ---- |
| Giro de Italia  | -    | -    | -    | -    | -    | -    | -    | -    | Ab.  | -    |
| Tour de Francia | Ab.  | Ab.  | 21º  | 55.º | Ab.  | 66.º | 30.º | 60.º | 83.º | Ab.  |
| Vuelta a España | -    | -    | -    | -    | -    | -    | -    | -    | -    | -    |
| Mundial en Ruta | -    | -    | 10º  | -    | -    | -    | -    | -    | -    | -    |